# Sphrageidus javanica
Sphrageidus javanica är en fjärilsart som beskrevs av Embrik Strand 1915. Sphrageidus javanica ingår i släktet Sphrageidus och familjen tofsspinnare. Inga underarter finns listade i Catalogue of Life.